# Gerhard Rohlfs (Romanist)
Gerhard Rohlfs (* 14. Juli 1892 in Lichterfelde; † 12. September 1986 in Tübingen) war ein deutscher Romanist und Hochschullehrer an der Eberhard Karls Universität Tübingen und der Ludwig-Maximilians-Universität München.

## Leben
Rohlfs studierte ab 1913 Romanistik an der Friedrich-Wilhelms-Universität zu Berlin und der Universität Grenoble. Er diente an der Westfront (Erster Weltkrieg). Mit einer Doktorarbeit bei Heinrich Morf wurde er 1920 zum Dr. phil. promoviert. Dazu machte er Staatsexamen in Französisch, Latein und Italienisch. Nach einem sechsmonatigen Forschungsaufenthalt in Kalabrien habilitierte er sich 1922 bei Eduard Wechssler mit einer Untersuchung über Das romanische habeo-Futurum und Konditionalis und wurde beamteter Privatdozent an der Friedrich-Wilhelms-Universität zu Berlin.
1926 wurde Rohlfs ordentlicher Professor in Tübingen, 1938 folgte er einem Ruf auf den Lehrstuhl für Romanische Philologie nach München als Nachfolger des zwangsemeritierten Karl Vossler. 1942 wurde an der Deutschen Akademie ein Arbeitsausschuss der Romanistik gebildet, den Gerhard Rohlfs leitete und zusammensetzte. Zu diesem Ausschuss gehörten  Friedrich Schürr, Fritz Krüger, Fritz Neubert, Walter Mönch und andere. In seiner universitären Laufbahn betreute Rohlfs eine Vielzahl von Dissertationen, u. a. von Kurt Wais, Heinrich Lausberg und Rudolf Baehr. Nach der Emeritierung 1957 zog er wieder nach Tübingen, wo er 1958 zum Honorarprofessor ernannt wurde.
Von Beginn seiner wissenschaftlichen Laufbahn an widmete er sich in besonderem Maße der Erforschung der süditalienischen Gräzität, die für ihn nicht Ergebnis einer Immigration in byzantinischer Zeit war, sondern auf ältere Wurzeln in der Magna Graecia zurückging. Neben den italo-griechischen Dialekten in Kalabrien und im Salento  befasste er sich mit der Historischen Grammatik der italienischen Sprache und ihrer Dialekte. Daneben hat er Studien zum Spanischen, Altfranzösischen und Rätoromanischen veröffentlicht. Grundlegend sind seine lexikographischen Veröffentlichungen zu den süditalienischen Dialekten und zur Namenkunde Kalabriens. Im Rahmen seiner gesamtromanistischen Feldforschung veröffentlichte er bahnbrechende Studien zu Sprachgeographie und Dialektologie, daneben Sprachatlanten und Einführungen in das Studium.
Er war Mitherausgeber des Archivs für das Studium der neueren Sprachen und Literaturen (1930–1954) und Herausgeber der Reihe Sammlung romanischer Übungstexte.
Seine Kinder sind Eckart Rohlfs und Ellen Rohlfs. 

## Ehrungen
Die Universität Pisa verlieh ihm 1964 den Premio Forte dei Marmi. Am 18. Dezember 2008 wurde in Santa Severina (Provinz Crotone), das Rohlfs mehrfach besucht hatte, eine Sekundarschule nach ihm benannt. Rohlfs’ Schüler und Freunde widmeten ihm sieben Festschriften (1952–1986).

### Ehrendoktorate
- Nationale und Kapodistrias-Universität Athen (1937)
- Universität Palermo
- Universität Turin
- Università del Salento
- Universität Kalabrien

### Mitgliedschaften
- Bayerische Akademie der Wissenschaften (1959)
- Königlich Schwedische Akademie der Wissenschaften
- Akademie von Athen
- Accademia della Crusca, Florenz (1955)[4]
- Institut d’Estudis Catalans, Barcelona (1950)
- Accademia Nazionale dei Lincei, Rom (1972)
- Ehrenmitglied des Istituto Siciliano di Studi Bizantini e Neoellenici, Palermo

## Nachrufe
- Rudolf Baehr, in: Italienische Studien. Band 10, 1987, S. 245–252.
- Heinrich Bihler, in: Iberoromania. Band 25, 1987, S. 120–124.
- Hans Helmut Christmann, in: Zeitschrift für romanische Philologie. Band 103, 1987, S. 698–712.
- Klaus Heitmann, in: Archiv für das Studium der neueren Sprachen und Literaturen. Band 223, 1986, S. 241–244.
- Helmut Stimm, in: Revue de linguistique romane. Band 51, 1987, S. 308–315.

## Schriften in Auswahl
- Etymologisches Wörterbuch der unteritalienischen Grazität. Niemeyer, Halle (Saale) 1930, (2., erweiterte und völlig neubearbeitete Auflage, als: Lexicon Graecanicum Italiae Inferioris. = Etymologisches Wörterbuch der unteritalienischen Gräzität. Niemeyer, Tübingen 1964).
- Historische Grammatik der italienischen Sprache und ihrer Mundarten (= Bibliotheca Romanica. Serie 1: Manualia et Commentationes. 5–7, ZDB-ID 416854-9). 3 Bände (Bd. 1: Lautlehre. Bd. 2: Formenlehre und Syntax. Bd. 3: Syntax und Wortbildung. Mit dem Register zu den Bänden I, II und III.). Francke, Bern u. a. 1949–1954, (Neubearbeitung unter dem Titel: Grammatica storica della lingua italiana e dei suoi dialetti (= Manuali di letteratura, filologia e linguistica. 3, ZDB-ID 414150-7). 3 Bände (Bd. 1: Fonetica. Bd. 2: Morfologia. Bd. 3: Sintassi e formazione delle parole.). Einaudi, Turin 1966–1969, und mehrere Nachdrucke).
- Sermo vulgaris Latinus. Vulgärlateinisches Lesebuch (= Sammlung kurzer Lehrbücher der romanischen Sprachen und Literaturen. 13, ZDB-ID 517267-6). Niemeyer, Halle (Saale) 1951.
- Primitive Kuppelbauten in Europa (= Bayerische Akademie der Wissenschaften. Philosophisch-Historische Klasse. Abhandlungen. Neue Folge 43, ISSN 0005-710X). Verlag der Bayerischen Akademie der Wissenschaften u. a., München 1957 (italienisch: Primitive costruzioni a cupola in Europa (= Biblioteca di Lares. 12, ISSN 0409-6231). Traduzione italiana di Ornella de Lorenzo-Marzano. Olschki, Florenz 1963).
- Romanische Sprachgeographie. Geschichte und Grundlagen, Aspekte und Probleme mit dem Versuch eines Sprachatlas der romanischen Sprachen. C. H. Beck, München 1971, ISBN 3-406-03396-2.
- Rätoromanisch. Die Sonderstellung des Rätoromanischen zwischen Italienisch und Französisch. Eine kulturgeschichtliche und linguistische Einführung. C. H. Beck, München 1975, ISBN 3-406-05730-6.
- Romanische Lehnübersetzungen aus germanischer Grundlage. (Materia romana, spirito germanico) (= Bayerische Akademie der Wissenschaften. Philosophisch-Historische Klasse. Sitzungsberichte. 1983, 4). Verlag der Bayerischen Akademie der Wissenschaften u. a., München 1983, ISBN 3-7696-1523-9.
- Soprannomi siciliani (= Lessici siciliani. 2, ZDB-ID 1064460-X). Centro di studi filologici e linguistici siciliani, Palermo 1984.
- Nuovo dizionario dialettale della Calabria. Con repertorio italo-calabro. Nuova edizione interamente rielaborata, ampliata ed aggiornata. Longo Ravenna 1977.
- La Calabria contadina. Scavo linguistico e fotografie del primo Novecento. A cura di Antonio Panzarella. Edizioni Scientifiche Calabresi, Rende 2006, ISBN 88-89464-10-0 (Bildband mit Fotos, die Rohlfs aufgenommenen und sprachwissenschaftlich kommentiert hat).